# تكافؤ وظيفي (علم بيئة)
في علم البيئة، التكافؤ الوظيفي (أو التكرار الوظيفي)، هو الظواهر البيئية التي يمكن أن تشترك فيها أنواع متعددة تمثل مجموعة متنوعة من المجموعات التصنيفية، إن لم تكن متطابقة، في أدوار النظام البيئي (كمثبتات النيتروجين، وكاشطات الطحالب، والزبّالون). يمكن أن تنطبق هذه الظاهرة على كل من الأصناف النباتية والحيوانية. قُدمت الفكرة أساسًا في عام 2005 من قبل ستيفن هوبيل، عالم البيئة النباتية في جامعة جورجيا. أدت هذه الفكرة إلى بناء نموذج جديد للتصنيف على مستوى الأنواع - تنظيم الأنواع في مجموعات على أساس التشابه الوظيفي بدلًا من التاريخ المورفولجي أو التطوري. في العالم الطبيعي، ظهرت العديد من الأمثلة على التكافؤ الوظيفي بين الأنواع المختلفة بشكل مماثل.

## التكافؤ الوظيفي والتنوع الأحيائي
في الآونة الأخيرة، استخدم علماء الأحياء فكرة التكافؤ الوظيفي، والتي يشار إليها أحيانًا بالتكرار الوظيفي، لعمل تنبؤات حول أفضل السبل لإدارة النظم البيئية وعوالمها المصغرة. من المفاهيم الخاطئة الشائعة أن درجات عالية من التنوع التصنيفي داخل النظام البيئي ستؤدي في نهاية المطاف إلى نظام أكثر صحة ووظيفية. على سبيل المثال، يتكون عالم بيئي مصغر من 30 نوعًا من نباتات البقوليات (التي تضيف النيتروجين الثابت إلى التربة) تؤدي فقط وظيفة نظام بيئي واحد (تثبيت النيتروجين) على الرغم من كونها غنية تصنيفيًا. من ناحية أخرى، قد يكون النظام البيئي الذي يحتوي على تنوع تصنيفي منخفض ولكن تنوع وظيفي مرتفع أكثر استدامة. وقد جادلت الدراسات الحديثة أن النظام البيئي يمكن أن يحافظ على الصحة المثلى من خلال تمثيل كل مجموعة وظيفية للنظام البيئي من قبل العديد من الأنواع غير ذات الصلة التصنيفية (التكافؤ الوظيفي). وبعبارة أخرى، يمكن أن يكون النظام البيئي في أعلى مستوى من التكامل إذا كان غنيًا من الناحية الوظيفية وغنيًا تصنيفيًا.

## شكوك
شكك بعض علماء الأحياء في أهمية نظرية التكافؤ الوظيفي. على سبيل المثال، يشير لورو إلى أنه في الاختبار الفعلي للتكافؤ الوظيفي، من الصعب استخلاص استنتاجات موجزة حول ما إذا كانت النظرية سليمة أم لا بسبب التعقيد والتبسيط المفرط للنظرية نفسها. على سبيل المثال، نادرًا ما تتناول العديد من الدراسات التي تختبر آثار فقدان الأنواع والتكرار الوظيفي الغموض فيما إذا كانت الوظيفة تعمل على المستوى الفردي أو السكاني أم لا، واحتمال تداخل أبعاد متخصصة متعددة مع بعضها البعض.
في نهاية المطاف، فإن فرضية التكافؤ الوظيفي هي نظرية معترف بها جيدًا بين علماء بيئة النظم وعلماء الأحياء التطوري وهي مجال نشط للبحث الحديث لتحديد الأمثلة الكمية. ومع ذلك، هناك حاجة إلى مزيد من البحث من أجل تحديد آثار فقدان الأنواع على وظيفة النظام البيئي من أجل توفير المزيد من الأدلة لدعم فرضية التكافؤ الوظيفي.